# Qingwei
Qingwei (chinesisch 清微, Pinyin Qingwei.„Reine Dünnheit“) ist ein Ritual-System des Daoismus, das im 13. Jahrhundert in Fujian entstanden ist.
Qingwei hat andere Schulen des Daoismus wesentlich beeinflusst, so die Daoisten des Wudang Shan und wichtige Zentren des Daoismus in Jiangxi. In der Ming-Zeit wurde von Daoshi neben dem Shenxiao der Qingwei-Lehre eine Hauptbedeutung im daoistischen Ritual zugesprochen.
Die wichtigen Leifa („Rituale des Donnerschlages“) die auch von der Lingbao-Schule und der Shenxiao-Schule verwendet wurden, verbanden sich im Qingwei-System mit Formen des tantrischen Buddhismus.
Im daoistischen Kanon sind sechs Haupttexte dieser Schule erhalten geblieben und im Korpus der daoistischen Rituale, dem Daofa huiyan, enthalten die Kapitel 1 bis 55 Qingwei-Handbücher. Diese Schule und ihre Schriften sind wenig erforscht.